# SPIM (Software)
SPIM ist ein Programm, das die MIPS32-Architektur für die Ausführung von Assemblercode simuliert.
Durch den SPIM wird es ermöglicht, Assemblercode für MIPS-Prozessoren auch unter anderen Architekturen (z. B. unter x86-Prozessoren) zu testen bzw. „auszuführen“ (keine 1:1-Ausführung auf dem Gastrechner).
Der Quelltext ist frei herunterladbar und wird von einer freien Standard-BSD-Lizenz abgedeckt.

## Funktionsumfang
Es gibt für GNU/Linux, Mac OS X, Unix und Windows ein Konsolenprogramm (spim) und GUI-Versionen (PCSpim bei Windows, xspim bei den anderen), die u. a. direkt die Registerinhalte anzeigen.
Zum SPIM gehört ein rudimentäres Betriebssystem, das etwa einfache Methoden zur Ein- bzw. Ausgabe auf der Konsole mitliefert.
Diese werden durch die (argumentfreie) syscall-Instruktion aufgerufen, die je nach Registerwerten agiert.
Begünstigt durch die freie Verfügbarkeit, gute Dokumentation, als auch eine leicht anwendbare Debugging-Methode über die grafische Oberfläche, die auf verschiedenen Betriebssystemen läuft, wird der SPIM an einigen Hochschulen zum Erlernen der Konzepte der Assemblersprache eingesetzt.